# Honda Magna
Honda Magna — японский мотоцикл, производившийся компанией Honda в:
- 1982—1986 (1 поколение);
- 1987—1988 (2 поколение);
- 1993—2003 (3 поколение).

## История
Считается культовым мотоциклом. Достаточно отметить, что даже сейчас эти круизеры считаются одними из самых быстрых. Относится к разновидности «power cruiser», «muscle cruiser» или «high performance cruiser» — круизеры, двигатели которых обладают большой мощностью на высоких оборотах и, соответственно, способных достигать больших скоростей, за счёт некоторого снижения крутящего момента на низких оборотах. «Магна» обладает 4-цилиндровым двигателем, сходным с двигателем спорт-турера Honda VFR 750/800, тогда как на классических круизерах обычно установлены 2-цилиндровые двигатели V-twin. Многие владельцы и люди, которые хотя бы один раз прокатились на Магне, говорят что по комфорту и динамике она сравнима с Honda Valkyrie и Honda VTX.
Известный российский мото-путешественник из Владивостока «Синус» Архивная копия от 1 августа 2020 на Wayback Machine (Игорь Соколов) для всех своих дальних путешествий предпочитает именно мотоцикл «Honda SuperMagna V-45» 1987 года выпуска, обладающий необходимым комфортом, мощностью и надёжностью. С 2000 года Игорь Соколов совершил несколько трансконтинетальных одиночных мото-пробегов Архивная копия от 5 августа 2007 на Wayback Machine. 2000 год - Владивосток — Гибралтар — Владивосток; в июне — декабре 2002 года - второе трансконтинентальное мотопутешествие через Североамериканский континент; в ноябре — декабре 2004 года - третий одиночный мотопробег через все штаты Австралии; в 2006 году — путешествие по Южной Корее; в 2007 г. — длительное одиночное путешествие по маршруту Владивосток — Китай — Россия — Монголия — Непал — Индия — Пакистан — Афганистан — Узбекистан — Туркменистан — Иран — Азербайджан — Дагестан — Чечня — Санкт-Петербург — Владивосток. За все это время его мотоцикл Honda Magna V45 проявил себя только с лучшей стороны и показал свою высокую надёжность.
В 1983 году на Orange County International Raceway «Магна» V65 (1100cc) получила титул самого быстрого мотоцикла в мире, преодолев четверть мили (0.402 км) всего за 10.838 секунд.
В 1985 году Honda Magna V65 вошла в Книгу рекордов Гиннеса как самый быстрый серийный дорожный мотоцикл, развив скорость 278 км/ч.
| Параметр              | Значение                                                                                      |
| --------------------- | --------------------------------------------------------------------------------------------- |
| Производитель         | Honda                                                                                         |
| Название модели       | Honda VF 750 °C (3-е поколение)                                                               |
| Тип                   | Чоппер                                                                                        |
| Мощность              | 77.0 л. с.(американская версия — 87 л. с.)                                                    |
| При об/мин            | 9000                                                                                          |
| Крутящий момент       | 70.0 Нм                                                                                       |
| При об/мин            | 7250                                                                                          |
| Двигатель             | 4-цилиндровый, V-образный                                                                     |
| Объём                 | 748 см³                                                                                       |
| Газораспределение     | DOHC, 4 клапана                                                                               |
| Тип охлаждения        |                                                                                               |
| Трансмиссия           | 5 передач (1 и 2 поколение — 6 ступенчатая КПП), 1 и 2 поколения — кардан, 3 поколение — цепь |
| Рама                  | стальная трубчатая                                                                            |
| Вес                   | 242 кг                                                                                        |
| Высота по седлу       | 710 мм                                                                                        |
| Ёмкость бака          | 13.0 л                                                                                        |
| Максимальная скорость | 203 км/ч                                                                                      |
| Окраска               |                                                                                               |